# Condado de Uinta
O Condado de Uinta é um dos 23 condados do Estado americano do Wyoming. A sede do condado é Evanston, que é também a sua maior cidade. O condado tem uma área de 5 408 km² (dos quais 16 km² estão cobertos por água), uma população de 19 742 habitantes, e uma densidade populacional de 3,7 hab/km² (segundo o censo nacional de 2000). O condado foi fundado em 1869 e é o segundo menor condado do estado em área, apenas depois do condado de Hot Springs.